# نقة

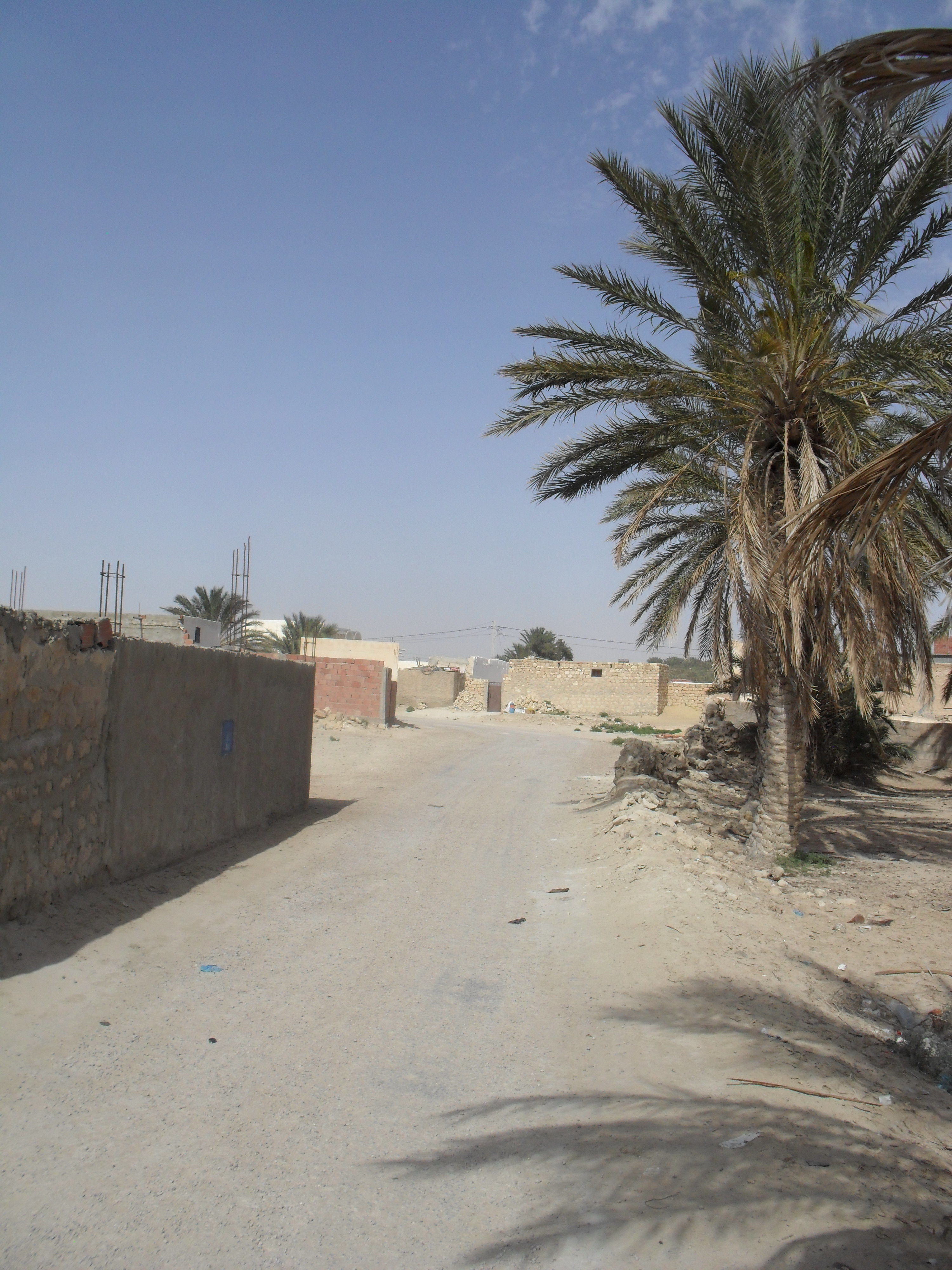
نقَّة

نقَّة هي إحدى قرى ولاية قبلي وتتبع إداريا معتمدية سوق الأحد، وتتميز بموقعها الذي يحيط به شط الجريد.
1. ↑  "المناطق الترابية (العمادات) حسب الولايات والمعتمديات". اطلع عليه بتاريخ 2024-11-30.